# I'll Let You Drive
«I'll Let You Drive»—en español: Voy a Dejarte Conducir— es una canción de la banda estadounidense de pop rock Mr. Mister, publicada en 1984 por la discográfica RCA Records e incluida en el álbum debut I Wear the Face. Fue el segundo fracaso de la banda al no poder pasar del puesto 57 en el Billboard Hot 100.

## Lista de pistas
Sencillo de siete pulgadas (7")
1. «I'll Let You Drive» - 4:08